# 韋恩縣 (密蘇里州)
韋恩縣（英語：Wayne County）是美國密蘇里州東南部的一個縣，成立於1818年，以紀念美國獨立戰爭英雄安東尼·韋恩。面積2,005平方公里，人口13,259 (美國2000年人口普查)。首府格林维尔。